# Ileana Gyulai-Drîmbă
Ileana Gyulai-Drîmbă (węg. Ilona Gyulai, ur. 12 czerwca 1946 w Klużu, zm. 25 sierpnia 2021 w Oradei) – rumuńska florecistka pochodzenia węgierskiego, dwukrotna medalistka olimpijska i wielokrotna medalistka mistrzostw świata.
Na igrzyskach olimpijskich w Tokio w 1964 roku była piąta w zawodach drużynowych. Na rozgrywanych cztery lata później igrzyskach olimpijskich w Meksyku reprezentacja Rumunii w składzie: Ecaterina Stahl-Iencic, Ileana Gyulai-Drîmbă, Olga Szabó-Orbán, Ana Ene i Maria Vicol zdobyła drużynowo brązowy medal. Indywidualnie była trzynasta. Kolejny medal zdobyła podczas igrzysk olimpijskich w Monachium w 1972, wspólnie z Ecateriną Stahl-Iencic, Olgą Szabó-Orbán i Aną Ene-Pascu ponownie zajmując trzecie miejsce w zawodach w zawodach drużynowych. W turnieju indywidualnym odpadła w ćwierćfinałach. Brała też udział w igrzyskach olimpijskich w Montrealu w 1976 roku, zajmując siódme miejsce drużynowo.
Podczas mistrzostw świata w Paryżu w 1965 roku wspólnie z Ileaną Gyulai-Drîmbą, Olgą Szabó-Orbán, Suzaną Tași i Marią Vicol zajęła drugie miejsce w turnieju drużynowym. W tej samej konkurencji zdobyła także złoty medal na mistrzostwach świata w Hawanie (1969,) srebrny na mistrzostwach świata w Ankarze (1970) oraz brązowe na mistrzostwach świata w Montrealu (1967), mistrzostwach świata w Göteborgu (1973) i mistrzostwach świata w Grenoble (1974). Ponadto wywalczyła również srebrny medal indywidualnie na MŚ 1969, przegrywając jedynie z Jeleną Nowikową-Biełową z ZSRR.
Po zakończeniu kariery pracowała krótko jako trener. Odznaczona Orderem Wiernej Służby III klasy w 2000 roku.
Jej mężami byli Ion Drîmbă i Emeric Jenei.